# 维克托·桑切斯·马塔
域陀·山齊士·馬達（1987年9月8日—）是一名西班牙足球運動員，可擔任右閘、左閘、中堅及防守中場，出身於巴塞罗那青訓營，現效力於西班牙足球乙级联赛球隊基羅納。